# Freddie
Gábor Alfréd Fehérvári (født 4. april 1990) også kendt som Freddie er en ungarsk sanger, der repræsenterede Ungarn ved Eurovision Song Contest 2016 med sangen "Pioneer", hvor han opnåede en 19. plads.

## Eksterne envisninger
- Wikimedia Commons har flere filer relateret til Freddie